# Arantia melanotus
Arantia melanotus är en insektsart som beskrevs av Sjöstedt 1902. Arantia melanotus ingår i släktet Arantia och familjen vårtbitare. Inga underarter finns listade i Catalogue of Life.